# The Strays
The Strays è un film del 2023 diretto da Nathaniel Martello-White, al suo esordio alla regia.

## Trama
Cheryl, una donna birazziale, vive in una località segreta dell'Inghilterra; parla al telefono con sua sorella, esprimendo preoccupazione e frustrazione per le discriminazioni che subisce, con conseguenti difficoltà finanziarie. Dopo aver rifiutato le telefonate del marito, lascia un promemoria sull'andare dal parrucchiere.
Diversi anni dopo viene mostrata Neve, una donna nera dai tratti bianchi, sposata con un uomo bianco di nome Ian con cui ha due figli birazziali, Sebastian e Mary. Neve prova una forte repulsione su tutto ciò che è associato al "nero"; lavora come vicepreside nella scuola privata dei suoi figli e conduce uno stile di vita abbiente, ma la sua vita viene turbata dall'improvvisa apparizione di due ragazzi neri che spesso intravede in giro, anche a parlare con i suoi figli. Durante una gala di raccolta fondi, Neve li affronta e loro la identificano come propria madre.
Un flashback di cinque giorni prima vede i due ragazzi neri, di nome Carl e Dione, arrivare nella città di Neve e farsi assumere rispettivamente come bidello della scuola privata e assistente nell'ufficio di Ian sotto falsi nomi. Dione, che evidentemente è affetta da turbe mentali, fa amicizia con Mary e la invita a bere e festeggiare nell'hotel dove risiede, esprimendo invidia per la vita che conduce. Nel mentre, Carl guadagna la fiducia di Sebastian fumando con lui e istigandolo ad aggredire violentemente un bullo.
Si scopre che Neve è Cheryl e Carl e Dione sono i suoi figli, che abbandonò in povertà anni addietro per rifarsi una vita, senza dire nulla a Ian o ai suoi figli più giovani. Neve incontra Carl e Dione a una tavola calda e consegna loro ventimila sterline per aiutarli finanziariamente, invitandoli a tornare a Londra. I due ragazzi, quella notte, irrompono nella casa di Neve, aprono tutti i rubinetti per allagarla e obbligano i residenti a festeggiare il compleanno di Dione.
La famiglia ordina una cena da asporto e, quando Ian scopre il tentativo di Neve di allontanare i suoi figli per una seconda volta, minaccia il divorzio. Neve assume una facciata felice, apparentemente assecondando le richiesti di Carl e Dione. Carl uccide Ian costringendolo a sollevare pesi insostenibili nella palestra di casa. Arriva il fattorino e Neve va a pagarlo, ma non ritorna; Mary, Sebastian, Dione e Carl rimangono in salotto mentre osservano all'implicito allontanamento di Neve con il fattorino, abbandonando nuovamente i suoi figli.

## Distribuzione
Il film è stato distribuito sulla piattaforma Netflix a partire dal 22 febbraio 2023.